# Ли, Таданари
Таданари Ли (яп. 李 忠成 Ри Таданари, род. 19 декабря 1985, Токио) — южнокореский и японский футболист, нападающий клуба «Альбирекс Ниигата Сингапур».

## Карьера
В 2004 году входил в сборную Республики Корея до 20 лет.
В 2009 году перешёл из «Касива Рейсол» в «Санфречче Хиросима».
Выступал за сборную Японии на Олимпиаде-2008. После завоевания места в стартовом составе «Санфречче» и окончания 2010 года на высоком уровне, Ли был включён в заявку сборной на Кубок Азии в Катаре. Дебютировал в составе национальной команды в матче против Иордании. Его первый гол за сборную состоялся в дополнительное время финального матча Кубка Азии против сборной Австралии и принёс его команде четвёртый титул победителя Кубка Азии.

## Личная жизнь
Ли получил японское гражданство в 2007 году.
В настоящий момент Таданари встречается с певицей Аюми Ито, которая выступает на японской сцене под псевдонимом ICONIQ.